# Johann Jacob Lang (Rechtswissenschaftler)
Johann Jacob Lang (auch Johann Jakob Lang; * 3. August 1801 in Heidelberg; † 29. Dezember 1862 in Würzburg) war ein deutscher Rechtswissenschaftler und Hochschullehrer.

## Leben
Lang war Sohn eines Oberamtmanns. Er besuchte die Schulen seiner Heimatstadt und nahm das Studium der Rechtswissenschaft an der Universität Heidelberg auf. 1821 erfolgte dort seine Promotion zum Doktor der Rechte. Zum weiteren Studium ging er an die Universität Berlin. Nach Heidelberg zurückgekehrt, habilitierte er sich 1826 an der dortigen Juristischen Fakultät.
Lang war nur kurzzeitig Privatdozent in Heidelberg. Bereits 1826 erhielt er sowohl einen Ruf an die Universität Landshut als auch an die Universität Tübingen. Er entschied sich für Tübingen. Dort erhielt er die Stelle als außerordentlicher Professor des katholischen Kirchenrechts. 1843 folgte er einem weiteren Ruf als ordentlicher Professor der Rechte, insbesondere des Römischen Rechts an die Juristische Fakultät der Universität Würzburg. Außerdem wurde er dort Mitglied des Spruchkollegiums. Auf dieser Stelle verblieb er, mittlerweile zum königlich bayerischen Hofrat ernannt, bis zu seinem Tod. 1854 erhielt er das Ritterkreuz I. Klasse des Verdienstordens vom Heiligen Michael.
Lang wurde am 31. Dezember 1862 in Würzburg beigesetzt. Die Trauerrede wurde von seinem Kollegen Joseph von Held gehalten.

## Werke (Auswahl)
- Geschichte und Institutionen des katholischen und protestantischen Kirchenrechts, Osiander, Tübingen 1827.
- Lehrbuch des justinianisch römischen Rechts, 2. Auflage, Cotta, Stuttgart 1837.
- Beiträge zur Hermeneutik des römischen Rechts, Cotta, Stuttgart 1857.
- Der Entwurf eines Bürgerlichen Gesetzbuchs für das Königreich Bayern mit Berücksichtigung des hessischen und sächsischen Entwurfs: kritisch beleuchtet, 2 Bände, Literarisch-artistische Anstalt, München 1861–1862.